# Playa Ramírez
Playa Ramírez är en ort i Mexiko.   Den ligger i kommunen San Blas och delstaten Nayarit, i den centrala delen av landet, 700 km väster om huvudstaden Mexico City. Playa Ramírez ligger 9 meter över havet och antalet invånare är 142.
Terrängen runt Playa Ramírez är mycket platt. Runt Playa Ramírez är det ganska glesbefolkat, med 48 invånare per kvadratkilometer. Närmaste större samhälle är Villa Hidalgo, 15,5 km nordost om Playa Ramírez. Trakten runt Playa Ramírez består till största delen av jordbruksmark.